# Heckler & Koch
Heckler & Koch (H&K) er en tysk våbenproducent. De mest kendte våbendesigns fra H&K er MP5, (anvendes af det danske politi og danske specialstyrker) og MP7 (maskinpistoler), G3 (blev anvendt af det det danske forsvar under navnet gevær M/75 fra 1975 til 1995, hvor det blev erstattet af den canadiske Diemaco C7A1 (gevær M/95 ) og C8A2 (Karabin M/96). I dag er både M/75 og M95 udfaset til fordel for gevær M/10 designet af Colt. Derudover laver H&K USP-pistolserien, som bruges af dansk politi og dansk militærpoliti.